# Girolamo Bonsignori

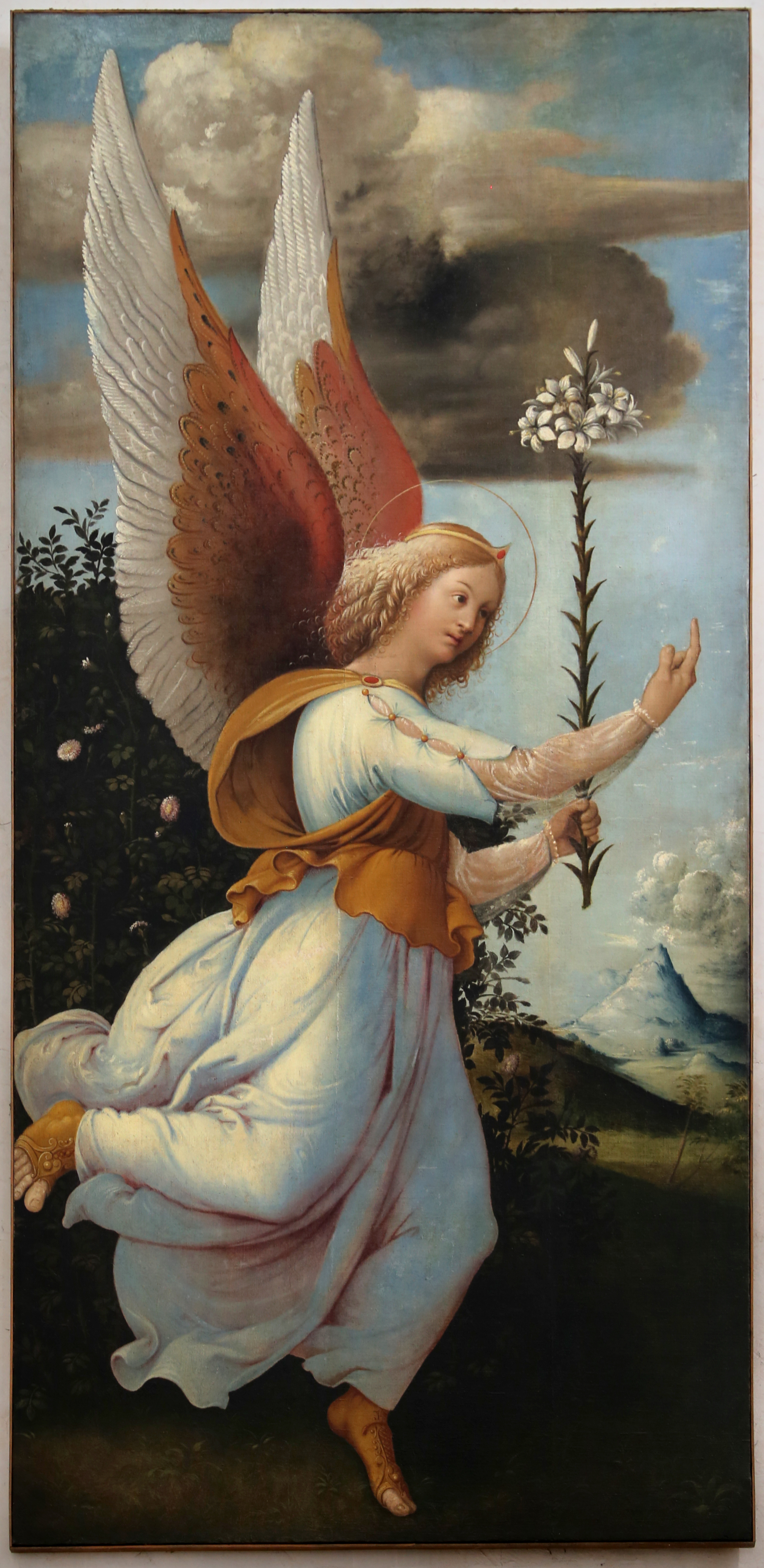
Zwiastowanie, San Francesco al Corso, Verona

Girolamo Bonsignori (także Girolamo Monsignori bądź Fra Monsignori, ur. 1472 w Weronie, zm. w 1529 w Mantui) – włoski malarz klasztorny tworzący w okresie renesansu, czynny głównie w okolicach Werony.

## Życiorys
Był synem artysty Alberto Buonsignoriego, na początku XVI wieku wstąpił do dominikanów, sprawując funkcję opiekuna chorych podczas powtarzających się epidemii dżumy. W twórczości malarskiej wykazywał wpływ Leonarda da Vinci oraz Correggia. Jego brat Cherubino Bonsignori był zakonnym miniaturzystą.

## Ważne dzieła
- Ostatnia Wieczerza, Badia Polesine.
- Zwiastowanie, kościół dominikański San Pietro Martire w Murano.
- Upadek Chrystusa pod krzyżem, Mantua.
- Fresk Madonna z Dzieciątkiem, kościół San Barnaba w Mantui.